# Zapovednik Ostrov Vrangelja

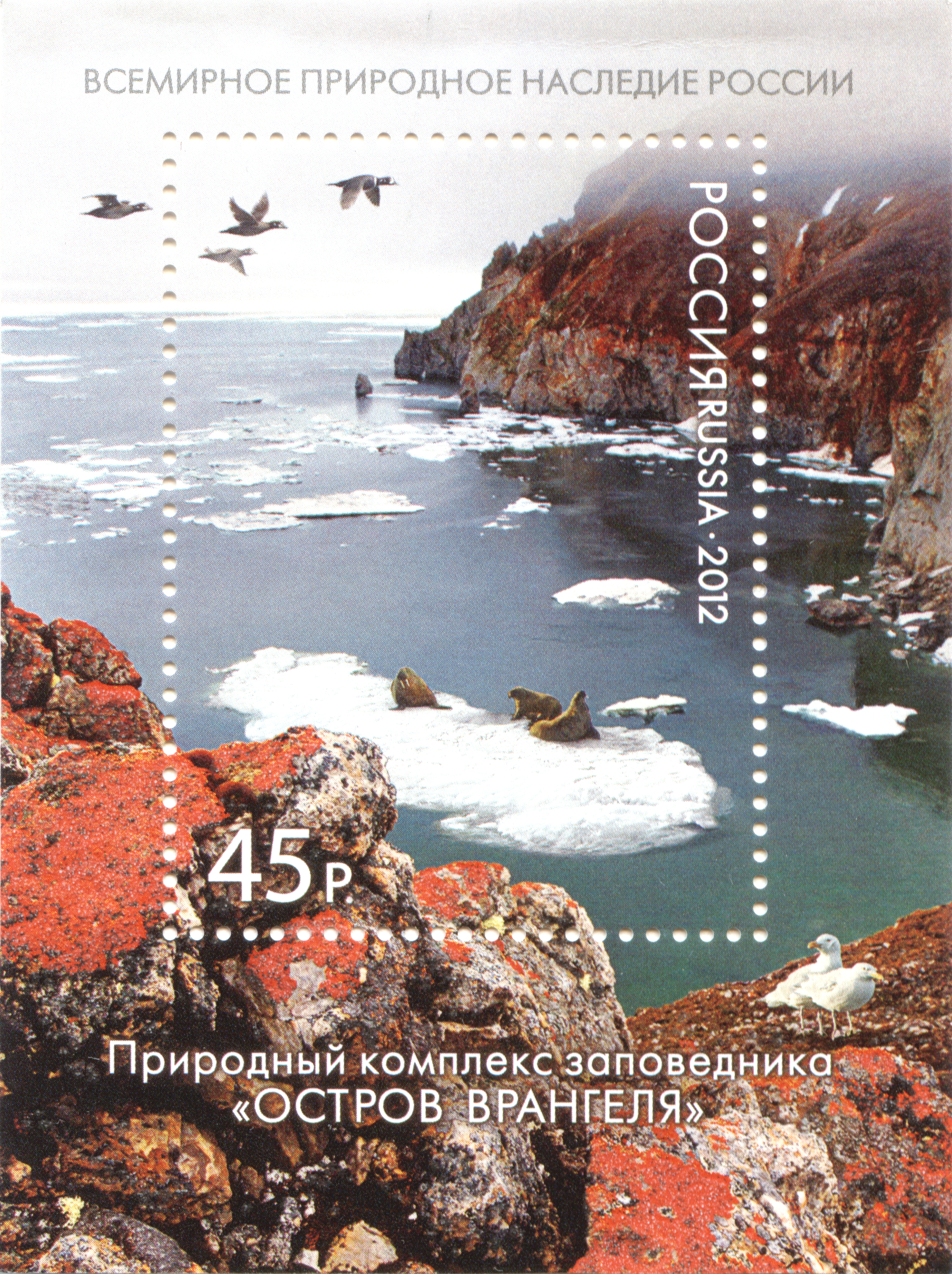

Zapovednik Ostrov Vrangelja (Russisch: заповедник Остров Врангеля) is de noordelijkste zapovednik (strikt natuurreservaat) van Rusland. Het bevindt zich in het district Ioeltinski van de Russische autonome okroeg Tsjoekotka en omvat de eilanden Wrangel (behalve de zuidelijke kuststrook tussen de monding van de rivier Chisjtsjnikov en Kaap Hawaii) en Herald en de omringende wateren ten noorden van 71 graden noorderbreedte. Het heeft een oppervlakte van 2.225.650 hectare, waarvan 795.593 hectare bestaat uit (ei)land (waarvan twee derde bestaat uit berggebied). Het gebied wordt gekenmerkt door een poolklimaat met invloeden van wervelstormen. Jaarlijks telt het gebied gemiddeld maximaal slechts 20 tot 25 vorstvrije dagen.
Het natuurreservaat werd ingesteld als zapovednik in 1976, nadat het vanaf 1960 al een zakaznik was (vanaf 1968; na ontdekking van stroperij op de noordoostkust van Wrangel; van 'Sovjetbelang'). Sinds 2004 heeft het de status van UNESCO-werelderfgoedreservaat.
In de zapovednik komen volgens registraties 417 soorten en ondertypen vaatplanten voor. Ongeveer 3% van de flora bestaat uit semi-endemische soorten (ook voorkomend in omringende regio). Op het eiland Wrangel komen ongeveer 170 vogelsoorten voor, waaronder in een gemiddeld jaar ten minste 20 nestelende en 20 migrerende, dan wel onregelmatig broedende soorten. Het is het belangrijkste Eurazische nestelgebied van de sneeuwgans. Er komen ongeveer 20 zoogdiersoorten voor. Op het eiland Wrangel bevindt zich tevens een grote walruskolonie.
Het kantoor van het reservaat bevond zich lange tijd in Oesjakovskoje, maar werd in de jaren 1990 verplaatst naar Mys Sjmidta en vervolgens naar Pevek.